# Segunda batalha de Trípoli
Segunda Batalha de Tripoli (em árabe: معركة طرابلس ma‘arakat Ṭarābulus) foi uma luta para a tomada da capital da Líbia travada entre tropas rebeldes do Conselho Nacional de Transição (CNT) contra as forças militares leais ao ditador líbio Muammar al-Gaddafi, como parte da guerra civil da Líbia de 2011. Esta batalha começou na noite de 20 de agosto de 2011 e continuou durante todo o dia em 21 de agosto. Ao anoitecer do dia 28, as forças rebeldes declararam que a capital já estava sob seu total controle e que o ditador fugira junto com seus familiares e outros cabeças de seu governo.

## A batalha
Em 20 de agosto, a batalha por Trípoli começou, sendo vários bairros tomados de assalto por forças da oposição na primeira noite. Tiros foram ouvidos em várias localidades da capital. Durante a madrugada, aviões da OTAN bombardearam a cidade. Os rebeldes afirmaram que controlavam o aeroporto internacional e vários distritos e fizeram muitos prisioneiros. Eles também afirmaram ter capturado um quartel nos arredores da cidade e apreenderam várias armas. Em paralelo, em um discurso televisionado pela rede de TV Al Jazeera, Gaddafi disse que houve alguns distúrbios de fora e eles foram subjugados e, mais tarde o ditador falou no rádio encorajando os líbios a pegar em armas contra os rebeldes. Já os moradores de Trípoli teriam recebido mensagens de texto em seus telefones móveis, instigando-os a participar da luta em defesa do regime. Então, uma apresentadora da televisão estatal teria dito ao vivo enquanto brandia uma arma: "eu vou matar ou morrer".
Na tarde de 21 de agosto, o Conselho Nacional de Transição Líbio anunciou que as forças rebeldes continuavam a avançar na cidade. Os combatentes vinham em particular da frente do Jebel Nefoussa, que haviam recentemente conquistado a cidade de Zaouia, localizado a 40 quilômetros da capital. De acordo com a CNT, as forças da cidade de Misrata desembarcaram em Tripoli por mar.
Um grupo de líbios que vive no Brasil, após afixar a antiga bandeira do país, ficou a esperar na Embaixada da Líbia em Brasília. Um dos integrantes disse à Agência Brasil que eles só sairiam da representação diplomática depois de confirmada a saída do líder líbio, Muamar Gaddafi, do poder do país.
Em 23 de agosto, o jornal britânico The Guardian teria confirmado que forças rebeldes teriam tomado o Quartel-general de Gaddafi (Bab al-Azizia) no centro da capital após horas de luta. Nenhum membro da família do ditador estava no complexo. Gaddafi fez então um pronunciamento por rádio e alegou que a retirada do QG em Bab al Aziziya foi uma decisão 'tática'.
Ao anoitecer do dia 23, um porta-voz do novo regime anunciou a tomada do Distrito de Abu Salim, conhecido reduto pró-Gaddafi, que ainda era uma região da cidade controlada por forças leais ao governo, mas a notícia revelou-se precipitada, pois os combates naquele distrito prosseguiram até a noite do dia 25 de agosto. Enquanto isso, tiros de canhão, metralhadoras e artilharia pesada ainda podiam ser ouvidas pela capital, em especial perto do Aeroporto Internacional de Trípoli enquanto os rebeldes lutavam para capturar uma importante estrada que corta a cidade. O reporter Dan Rivers da CNN reportou que "tiroteios pesados ainda aconteciam perto do complexo de comando de Gaddafi". Segundo agências de noticias internacionais, quase toda a capital Trípoli já estava sob controle rebelde no dia 26 de agosto, mas ainda havia bolsões de resistência formados por militares pró-governo.
Ao anoitecer do dia 27 de agosto, forças rebeldes afirmaram ter expulsado todas as tropas leais a Gaddafi em Trípoli, apesar de vários jornalistas estrangeiros reportarem que tiroteios ainda podiam ser escutados por todos os cantos da cidade.
Em 28 de agosto, as forças da oposição lançaram sua última ofensiva afim de tomar os últimos focos de resistência das tropas do governo. No dia 29, após horas de luta intensa, os últimos soldados de Gaddafi são expulsos de Salaheddin, na parte sul de Trípoli. Após esta vitória, os rebeldes declararam que a capital já estava sobre seu total controle. Muammar Gaddafi, seus filhos e vários membros de sua família fugiram da cidade pouco antes de sua queda. O ditador e os membros remanescentes do seu governo fugiram para a cidade de Sirte, onde uma intensa luta seria travada e terminaria com a morte de Gaddafi.